# Polski Portal Psychologii Analitycznej Carla Gustava Junga
Polski Portal Psychologii Analitycznej Carla Gustava Junga / Polish Journal of Analytical Psychology of Carl Gustav Jung − internetowe czasopismo psychoanalityczne, poświęcone odkryciom i dorobkowi szwajcarskiego psychoanalityka, psychiatry i psychologa Carla Gustava Junga. Czasopismo rozpoczęło swoją działalność w roku 2002, kiedy funkcjowało pod nazwą 'Unus Mundus - Portal Psychologii Analitycznej C.G.Junga'. Jego założycielem i redaktorem naczelnym jest psycholog analityczny Andrzej Kuźmicki.
Główną misją Portalu jest propagowanie oraz rozwój myśli Jungowskiej i szerzej rozumianej psychologii analitycznej w kraju oraz za granicą. Serwis przybliża nie tylko sylwetkę Junga oraz jego koncepcję psychologiczną człowieka, ale publikuje także prace współczesnych badaczy z tej dziedziny.
Portal, obok specjalnie opracowanego słownika jungowskiego i znacznego zbioru prac odnoszących się do koncepcji Junga, gromadzi między innymi także wiadomości na temat konferencji jungowskich w kraju i na świecie, informacje o szkoleniach jungowskich, wiadomości o ważniejszych organizacjach i czasopismach jungowskich, a także informuje o nowych wydarzeniach ze środowiska jungowskiego.